# José Luis Busaniche
José Luis Busaniche (Santa Fe, 1892 - San Isidro, 1959) va ser un advocat i historiador argentí.
Busaniche va néixer en una família benestant d'arrels immigrants. Va estudiar al col·legi dels jesuïtes La Immaculada Concepció. Després d'obtenir el seu títol d'advocat a la Universitat de Ciències Socials i Jurídiques de la Província, Universitat Nacional del Litoral, el 1919, va exercir el càrrec de subsecretari i Instrucció Pública durant la governació del radical antipersonalista Ricardo Aldao, graduat del mateix i influent col·legi jesuïta. Després d'aquest breu pas per la funció pública provincial es va bolcar íntegrament a la investigació i docència en el camp de la Història.
El 1924 va començar la seva carrera docent com a professor de francès al col·legi nacional de la Ciutat de Santa Fe. Després d'un breu pas per la Facultat de Ciències de l'Educació de la Universitat Nacional del Litoral, va ser designat professor d'Història Argentina i Americana a l'Institut Nacional del Professorat de Paraná, on després ocuparia també la càtedra d'Història de l'Art.
El 1938 es va traslladar a Buenos Aires, on va formar part de la Comissió Nacional de Museus, Monuments i Llocs Històrics. Allí va publicar nombrosos articles en revistes importants de l'època, com la Revista de Humanidades de la Universitat Nacional de la Plata, el Butlletí de la Junta d'Història i Numismàtica, o el Butlletí de l'Institut d'Investigacions Històriques de la Facultat de Filosofia i Lletres de la Universitat de Buenos Aires, dirigida en aquells anys per Emilio Ravignani.
Busaniche és un dels exponents més destacats del corrent denominat Revisionisme històric a l'Argentina.

## Obra
Entre d'altres, és autor dels llibres: 
- Estanislao López y el federalismo del Litoral (1927).
- Representación Nacional en Santa Fe: actas y otros documentos (1928).
- Misión Amenábar-Oro a las provincias del Interior en 1829 (1929).
- Rosas en la historia de Santa Fe (1929).
- Santa Fe y el Uruguay (1930).
- Formación histórica del Pacto Federal (1931).
- Diario de don Manuel Diez de Andino (1932).
- El bloqueo francés de 1838 y la misión Cullen : federalismo y rosismo (1934, reeditat i ampliat el 1945).
- Nuevas comprobaciones sobre la Misión Cullen (1936).
- Lecturas de Historia Argentina. Relatos de Contemporáneos, 1527-1870. (1938) Reeditat el 1959 sota el títol d'Estampas del Pasado.
- Domingo Cullen (1939).
- San Martín visto por sus contemporáneos (1942).
- Rosas (1945).
- Historia Argentina (manuscrits inacabats a la data de la seva mort el 1959).
- Bolívar visto por sus contemporáneos (1960, publicació pòstuma).